# Parque Nacional Lucayan

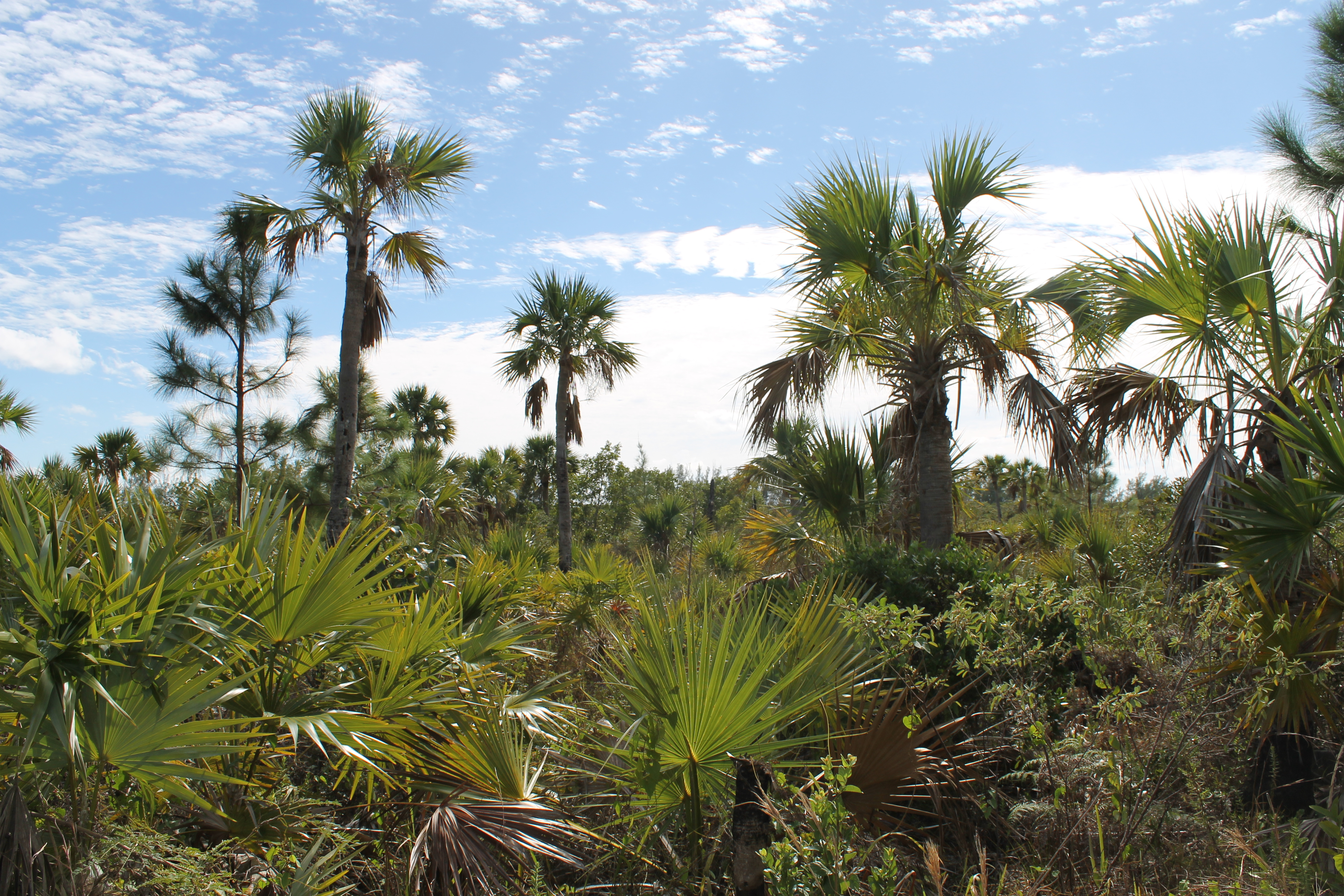
Palmeiras no Parque Nacional Lucayan

O Parque Nacional Lucayan é um parque nacional em Grand Bahama, nas Bahamas. O parque foi estabelecido em 1982 e tem uma área de 16 hectares de terra e 7,48 quilómetros quadrados de área total. O parque contém um sistema de cavernas subaquáticas com 9,7 quilómetros de túneis cartografados.

## Flora e fauna
Antes da criação do parque, a área era o local da descoberta da classe de crustáceos Remipedia, no final dos anos 70. O parque também é uma importante área para as aves, proporcionando habitat para o Vireo crassirostris, para o Tachycineta cyaneoviridis e para o Dendroica pityophila, entre outros.